# Lemon bite
«LemonBITE» — Український музичний рок-гурт, що поєднує у своїй творчості елементи альтернативного року, та панк-року. Гурт був заснований у 2014 році у Черкасах і почав свою творчу діяльність з двох учасників — Івана Гуриненка (Вокал) та Олександра Хабло (Гітара). 
Протягом наступних трьох років склад гурту розширився - приєднавши до себе Євгенія Ткаченка та Інну Веригіну, а у 2020 Антона Данченка, проте вже 2022 на заміну їм прийшли Олександр Черміньов (Гітара), Ярослав Назаренко (Гітара) та Павло Кладій (Барабани), а Олександр Хабло став бас-гітаристом. 
З початком повномасштабної війни в Україні гурт випускає декілька треків:
- кавер "Ти так хотів війни" (Seven Nation Army);
- Javellin in Love;
- Горять мости;
- Our Flag;
- Електроліт.

У 2024 році у складі гурту відбулися чергові зміни — гітарист Олександр Черміньов покинув колектив, а його місце зайняв Костянтин Поздняков.
Їхня музика часто містить соціальні та політичні мотиви, а енергійні живі виступи допомогли гурту здобути популярність серед шанувальників українського року.